# Huby Dobryszyckie
Huby Dobryszyckie – część wsi Kolonia Dobryszyce, położona w województwie łódzkim, w powiecie radomszczańskim, w gminie Dobryszyce.
W latach 1975–1998 Huby Dobryszyckie administracyjnie należały do województwa piotrkowskiego.